# Österland

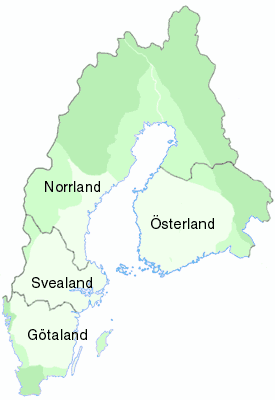
De Zweedse landsdelen. Österland lag in wat nu zuidelijk Finland is

Österland (Zweeds voor "Oostland") is de historische benaming voor het meest oostelijke landsdeel van Zweden. Het lag in wat nu het zuidelijk gedeelte van Finland is.
In de 13e eeuw werd Finland veroverd door opeenvolgende koningen van Svealand. Het noordelijk gedeelte van Finland werd, samen met het noordelijk gedeelte van hedendaags Zweden, Norrland genoemd, terwijl zuidelijk Finland de benaming Österland kreeg.
Vanaf de 13e eeuw vestigden veel Zweedse migranten zich in Österland en vormden een grote Zweedstalige minderheid (zie Zweedstalige Finnen). Österland was een hertogdom tot het in 1581 door Johan III van Zweden werd veranderd in een groothertogdom, wat echter niet tot meer autonomie voor het gebied leidde.
In de 17e en 18e eeuw werd de benaming Österland geleidelijk vervangen door de benamingen Finland en Österbotten.

## Provincies van Österland
- Åland
- Fins-Karelië
- Nyland
- Satakunda
- Savolax
- Tavastland
- Varsinais-Suomi